# Marco Grael
Marco Soffiatti Grael (Rio de Janeiro, 9 de junho de 1989) é um velejador brasileiro. É filho do velejador Torben Schmidt Grael, sobrinho dos também velejadores Lars e Axel Grael e irmão da velejadora Martine Grael.
Em dupla com Gabriel Borges, competiu nos Jogos Olímpicos do Rio de 2016 e de Tóquio de 2020 na classe 49er. Nos Jogos Pan-Americanos de 2019 a dupla conquistou a medalha de ouro na classe 49er.